# 萩生田光一
萩生田光一（日语：／ Hagiuda Kouichi，1963年8月31日—）是日本自民黨籍政治人物，曾任自民黨政務調查會長、經濟產業大臣、文部科學大臣。

## 生平
出生於東京都八王子市，為東京都第24區眾議院議員（5期）。曾於福田康夫內閣與麻生內閣擔任文部科学大臣政務官，並於第三次安倍內閣改造內閣擔任內閣官房副長官兼内閣人事局長。在自民黨內屬於清和政策研究會（細田派→安倍派）。
萩生田被外界普遍認為是安倍晉三的親信，因此他的發言經常被認為是代表安倍本人的意見。

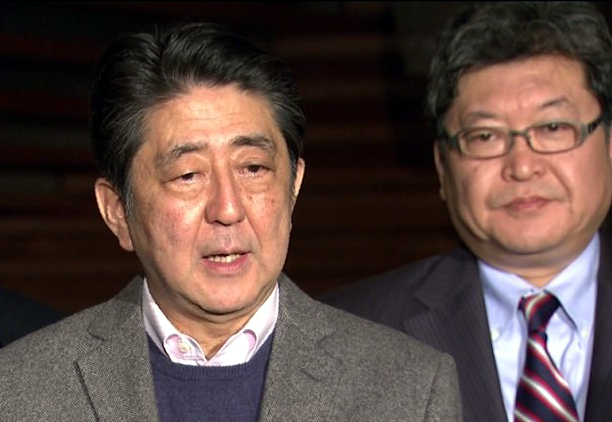
与安倍晉三總理在总理官邸（2017年）

2024年日本眾議院選舉，受自民黨政治資金醜聞影響，萩生田光一未獲自民黨提名，他遂以獨立候選人身份參選。

## 荣誉

### 外国勋章奖章
- 利奥波德大军官勋章（比利时，2016年10月于东京颁发[6]）